# أمير المؤمنين (سر أسياب يوسفي)
امير المؤمنین (بالفارسية: امیرالمومنین) هي قرية تقع في إيران في قسم سر أسياب يوسفي الريفي. يقدر عدد سكانها بـ 176 نسمة .